# Finn Haunstoft
Finn Haunstoft (Aarhus, 8 luglio 1928 – 12 maggio 2008) è stato un canoista danese.

## Palmarès

### Olimpiadi
- Oro a Helsinki 1952 nel C2 1000 metri.